# پی‌جی‌او
پی‌جی‌او (انگلیسی: PGO) شرکت خودروسازی فرانسوی است، که در سال ۱۹۸۵ تأسیس شد.